# Richard Williams (filmrendező)
Richard Edmund Williams (Toronto, Ontario, 1933. március 19. – Bristol, 2019. augusztus 16.) brit-kanadai filmrendező, forgatókönyvíró, producer, animátor.

## Filmjei
Rövidfilmek
- The Little Island (1958, animátor, rendező, forgatókönyvíró, producer)
- The Wardrobe (1958, animátor, rendező, co-producer)
- A Lecture on Man (1962, rendező, forgatókönyvíró, producer)
- Love Me, Love Me, Love Me (1962, animátor, rendező, producer)
- The Ever-Changing Motor Car (1965, forgatókönyvíró)
- The Dermis Probe (1965, rendező, forgatókönyvíró)
- The Sailor and the Devil (1967, rendező, producer)
- A Christmas Carol (1971, tv-film, rendező, producer)
- Ziggy's Gift (1982, tv-film, rendező, producer)
- Circus Drawings (2010, rendező)
- Prologue (2015, animátor, rendező)

Mozifilmek
- A könnyűlovasság támadása (The Charge of the Light Brigade) (1968, animátor)
- A rózsaszín párduc visszatér (The Return of the Pink Panther) (1975, animátor)
- A rózsaszín párduc újra lecsap (The Pink Panther Strikes Again) (1976, animátor)
- Raggedy Ann & Andy: A Musical Adventure (1977, animátor, rendező)
- Roger nyúl a pácban (Who Framed Roger Rabbit) (1988, animátor)
- The Thief and the Cobbler (1993, animátor, rendező, forgatókönyvíró, producer)